# 藤山岳士
藤山 岳士（ふじやま たけし、1982年9月30日 - ）は、山口県岩国市出身の元ハンドボール選手。

## 経歴
筑波大学時代は全日本学生ハンドボール選手権大会（インカレ）で21年ぶりの優勝を果たし、優秀選手に選ばれた。
2005年にトヨタ紡織九州へ加入。
2008年北京オリンピック男子アジア予選 日本代表メンバー。
2009-10年シーズンは7mスローでリーグ2位となる27得点を記録した。
2010-11年シーズンはフィールド得点で4位となる80得点、7mスローで3位となる18得点を挙げ、得点王（98得点）のタイトルを獲得した。
2011-12年シーズンは7mスローでリーグ2位の21得点を挙げ、リーグ4位の77得点を記録。
2013-14年シーズンはリーグトップの7mスロー得点（25得点）を記録しタイトルを獲得したが、同シーズン限りで現役を引退。

## 詳細情報

### 年度別成績
| 年      | チーム         | 試合 | フィールド 得点 | 率   | 7m    | 合計   | 警告 | 退場 | 失格 |
| ------- | -------------- | ---- | --------------- | ---- | ----- | ------ | ---- | ---- | ---- |
| 2007-08 | トヨタ紡織九州 | 14   | 28/61           | .459 | 7/10  | 35/71  | 1    | 2    | 0    |
| 2008-09 | トヨタ紡織九州 | 13   | 16/35           | .457 | 21/27 | 37/62  | 0    | 0    | 0    |
| 2009-10 | トヨタ紡織九州 | 14   | 32/120          | .267 | 27/34 | 59/154 | 1    | 1    | 0    |
| 2010-11 | トヨタ紡織九州 | 14   | 80/142          | .563 | 18/27 | 98/169 | 1    | 0    | 0    |
| 2011-12 | トヨタ紡織九州 | 14   | 56/102          | .549 | 21/24 | 77/126 | 0    | 2    | 0    |
| 2012-13 | トヨタ紡織九州 | 16   | 52/99           | .525 | 10/18 | 62/117 | 0    | 0    | 0    |
| 2013-14 | トヨタ紡織九州 | 16   | 41/86           | .477 | 25/33 | 66/119 | 1    | 1    | 0    |

- 各年度の太字はリーグ最高
- 2006-07年シーズン以前の成績はランニングスコアが公開されていないため省略

### 通算成績
| JHL：9年 | フィールド 得点 | 率   | 7m      | 合計    |
| -------- | --------------- | ---- | ------- | ------- |
| JHL：9年 | 350/711         | .492 | 160/215 | 510/936 |

### タイトル・表彰
- 得点王：1回 (2010年)
- 7mスロー得点賞：1回 (2013年)